# Phoebe Waller-Bridge
Phoebe Mary Waller-Bridge (Londres, 14 de juliol de 1985) és una actriu i escriptora anglesa. És coneguda especialment per haver creat, escrit, dirigit i interpretat les sèries de televisió comicodramàtiques Crashing (2016) i Fleabag (2016–19), per les quals va guanyar el Premi BAFTA a la millor actuació femenina en comèdia; així com per haver desenvolupat i escrit el drama per a la BBC Amèrica Killing Eve (2018–present), basat en novel·les de Luke Jennings.
Graduada per la Reial Acadèmia d'Art Dramàtic de Londres, el 2009 va fer el seu debut com a actriu en l'obra Roaring Trade, al Soho Theatre. El 2013 va aparèixer en un episodi de Bad Education com a "India" i el 2015 en la segona temporada de la sèrie Broadchurch.
També ha aparegut en pel·lícules com Albert Nobbs (2011), La dama de ferro (2011), i Goodbye Christopher Robin (2017), i va fer del droide L3-37 en la pel·lícula Solo: A Star Wars Story (2018) de la saga Star Wars. També ha coescrit el guió de la pel·lícula Bond No Time to Die (2020).

## Filmografia

### Pel·lícules
| Any  | Títol                             | Paper               | Notes                                                         |
| ---- | --------------------------------- | ------------------- | ------------------------------------------------------------- |
| 2009 | The Reward                        | Charlotte           | Curtmetratge                                                  |
| 2011 | Beautiful Enough                  | Composer (veu)      | Curtmetratge                                                  |
| 2011 | Albert Nobbs                      | Vescomtessa Yarrell |                                                               |
| 2011 | Meconium                          | Lorna               | Curtmetratge                                                  |
| 2011 | La dama de ferro (The Iron Lady)  | Susie               |                                                               |
| 2015 | Man Up                            | Katie               |                                                               |
| 2017 | Goodbye Christopher Robin         | Mary Brown          |                                                               |
| 2018 | Solo: A Star Wars Story           | L3-37               |                                                               |
| 2020 | No Time to Die                    | N/D                 | Guionista, reescriptures a partir d'un guió de Scott Z. Burns |
| 2023 | Indiana Jones i el dial del destí |                     |                                                               |

### Televisió
| Any          | Títol                     | Paper           | Notes                                                            |
| ------------ | ------------------------- | --------------- | ---------------------------------------------------------------- |
| 2009         | Doctors                   | Katie Burbridge | Episodi: "Chef's Secret"                                         |
| 2010         | How Not to Live Your Life | Felicity        | Episodi: "Don's Posh Weekend"                                    |
| 2011         | The Night Watch           | Lauren          | Telefilm                                                         |
| 2011–2013    | The Café                  | Chloe Astill    | 13 episodis                                                      |
| 2013         | Coming Up                 | Karen           | Episodi: "Henry"                                                 |
| 2013         | London Irish              | Steph           | Episodi: "Episode 2"                                             |
| 2013         | Bad Education             | India           | Episodi: "Drugs"                                                 |
| 2013         | The Revengers             | Emma            |                                                                  |
| 2014         | Glue                      | Bee Warwick     | 2 episodis                                                       |
| 2014         | Drifters                  | N/D             | Guionista 3 episodis                                             |
| 2015         | Broadchurch               | Abby            | 8 episodis                                                       |
| 2015         | Flack                     | Eve             | Telefilm                                                         |
| 2016         | Crashing                  | Lulu            | Creadora i guionista 6 episodis                                  |
| 2016, 2019   | Fleabag                   | Fleabag         | Creadora, productora executiva i guionista 12 episodis           |
| 2018–present | Killing Eve               | N/D             | Creadora, productora executiva i guionista                       |
| 2020         | Run                       | N/D             | En desenvolupament Co-creadora, productora executiva i guionista |

## Teatre
| Any  | Producció       | Paper       | Teatre                  |
| ---- | --------------- | ----------- | ----------------------- |
| 2007 | Is Everyone OK? |             | Latitude Festival       |
| 2007 | Crazy Love      | Billie      | Paines Plough           |
| 2008 | Twelfth Night   | Viola       | Sprite Productions      |
| 2009 | Roaring Trade   | Jess        | Soho Theatre            |
| 2009 | 2 maig 1997     | Sarah       | The Bush Theatre        |
| 2009 | Rope            | Leila Arden | Almeida Theatre         |
| 2010 | Like A Fishbone | Intern      | The Bush Theatre        |
| 2010 | Tribes          | Ruth        | Royal Court Theatre     |
| 2011 | Hay Fever       | Sorel Bliss | Noël Coward Theatre     |
| 2012 | Mydidae         | Marian      | Soho Theatre            |
| 2012 | Mydidae         | Marian      | Trafalgar Studios       |
| 2013 | Fleabag         | Fleabag     | Underbelly, Cowgate     |
| 2014 | The One         | Jo          | Soho Theatre            |
| 2015 | Fleabag         | Fleabag     | The Salisbury Playhouse |
| 2019 | Fleabag         | Fleabag     | SoHo Playhouse          |
| 2019 | Fleabag         | Fleabag     | Wyndham's Theatre       |

Royal Academy of Dramatic Art
- 2005: The School for Scandal
- 2005: Imperceptible Mutabilities of the Third Kingdom
- 2005: A Dance of the Forests
- 2006: The Life of Timon of Athens

## Obres i publicacions
- Waller-Bridge, Phoebe. Fleabag.  Londres: Nick Hern Books, 2013. ISBN 978-1-84-842364-0. OCLC 894546593.

## Premis
| Year | Award                              | Award category                               | Nominated work | Result    |
| ---- | ---------------------------------- | -------------------------------------------- | -------------- | --------- |
| 2013 | Stage Awards for Acting Excellence | Millor Actuació en Solitari                  | Fleabag        | Guanyador |
| 2013 | Evening Standard Awards            | Dramaturg més Prometedor                     | Fleabag        | Nominat   |
| 2014 | Critics' Circle Theatre Award      | Dramaturg més Prometedor                     | Fleabag        | Guanyador |
| 2014 | Laurence Olivier Award             | Outstanding Achievement in Affiliate Theatre | Fleabag        | Nominat   |
| 2017 | Critics' Choice Television Award   | Millor Actriu en Sèrie Còmica                | Fleabag        | Nominat   |
| 2017 | Royal Television Society Awards    | Breakthrough Star                            | Fleabag        | Guanyador |
| 2017 | Royal Television Society Awards    | Writer – Comedy                              | Fleabag        | Guanyador |
| 2017 | BAFTA TV Craft Award               | Millor Guionista de Comèdia                  | Fleabag        | Nominat   |
| 2017 | BAFTA TV Craft Award               | Breakthrough Talent Award                    | Crashing       | Nominat   |
| 2017 | BAFTA TV Craft Award               | Breakthrough Talent Award                    | Fleabag        | Nominat   |
| 2017 | BAFTA TV Award                     | Best Female Performance in a Comedy          | Fleabag        | Guanyador |
| 2017 | Gold Derby Awards                  | Millor Actriu de Comèdia                     | Fleabag        | Nominat   |
| 2017 | Gold Derby Awards                  | Best Breakthrough Performer of the Year      | Fleabag        | Nominat   |
| 2017 | TCA Award                          | Assoliment Individual en Comèdia             | Fleabag        | Nominat   |
| 2017 | Gotham Awards                      | Breakthrough Series – Long Form              | Fleabag        | Guanyador |
| 2018 | Primetime Emmy Award               | Guió Destacat per a Sèrie Dramàtica          | Killing Eve    | Nominat   |
| 2018 | Gotham Awards                      | Breakthrough Series – Long Form              | Killing Eve    | Nominat   |
| 2019 | BAFTA TV Craft Award               | Best Writing                                 | Killing Eve    | Nominat   |
| 2019 | Drama Desk Award                   | Espatarrant Actuació en Solitari             | Fleabag        | Nominat   |